# Poul Nielsen
Pour les articles homonymes, voir Nielsen.
Niels Poul « Tist » Nielsen, né le 25 décembre 1891 à Copenhague et mort le 9 août 1962 à Copenhague, était un footballeur amateur danois. Il détient le record de buts marqués en sélection du Danemark avec 52 buts inscrits en 38 rencontres entre 1910 et 1925, sélection avec laquelle il a remporté une médaille d'argent lors des Jeux olympiques d'été de 1912. En club, il a disputé toute sa carrière sous le maillot de Kjøbenhavns Boldklub et y a remporté six titres de championnat du Danemark.

## Biographie
Né à Copenhague, Nielsen débute au football sous le maillot de Kjøbenhavnset Boldklub (KB) où il reste toute sa carrière de joueur. Il fait ses débuts en équipe nationale du Danemark le 5 mai 1910 à l'âge de 18 ans et 131 jours, faisant alors de lui le plus jeune international danois de l'histoire (le précédent record était détenu par Vilhelm Wolfhagen en 1908). Ce record de précocité est battu huit ans plus tard par la sélection de Valdemar Laursen à 18 ans et 51 jours.
Il fait donc ses débuts en équipe nationale à l'occasion du premier match organisé après la médaille d'argent acquise lors des JO de 1908 par le Danemark, sur sa lancée il est sélectionné pour les JO de 1912. Il joue une seule rencontre dans ce tournoi olympique lors de la victoire contre les Pays-Bas (1-4) où il marque son premier but international lors de sa troisième sélection. Le Danemark parvient cette année-là à disputer la finale du tournoi mais est défaite par la Grande-Bretagne, sans que Nielsen y prenne part.
Après les JO de 1912, Nielsen continue d'être sélectionné et d'y inscrire des buts, parallèlement il remporte avec son club deux titres de championnat du Danemark en 1913 et 1914. Entre mai 1913 et juin 1916, il inscrit au cours des neuf rencontres disputées avec la sélection la bagatelle de 22 buts dont six lors d'une victoire contre la Suède (10-0) et quatre contre l'Allemagne (4-1). À ce moment-là, ses chiffres en équipe nationale sont de 12 sélections pour 23 buts.
Prenant part à quatre nouveaux titres de championnat du Danemark avec le KB en 1917, 1918, 1922 et 1925, il poursuit sa carrière internationale. Il met un terme à cela en septembre 1925 avec 38 sélections et 52 buts inscrits dont 26 contre la Norvège et 15 contre la Suède. Bien que Nielsen a effectué sa carrière dans les années 1910 et 1920, son record de buts en sélection du Danemark (52 buts) tient toujours. Il n'a cependant pas pu disputer, hormis les Jeux olympiques, d'autres compétitions internationales puisque celles-ci furent créées après sa retraite (la coupe du monde en 1930 et le championnat d'Europe en 1960).
Il est décédé à Copenhague en août 1962 à l'âge de 70 ans.

## Palmarès
- Champion du Danemark (6) : 1913, 1914, 1917, 1918, 1922 et 1925.
- Médaille d'argent aux Jeux olympiques de 1912 avec l'équipe du Danemark.

### Distinctions personnelles
- Meilleur buteur de l'histoire de l'équipe du Danemark avec 52 buts inscrits.